# Tap tap

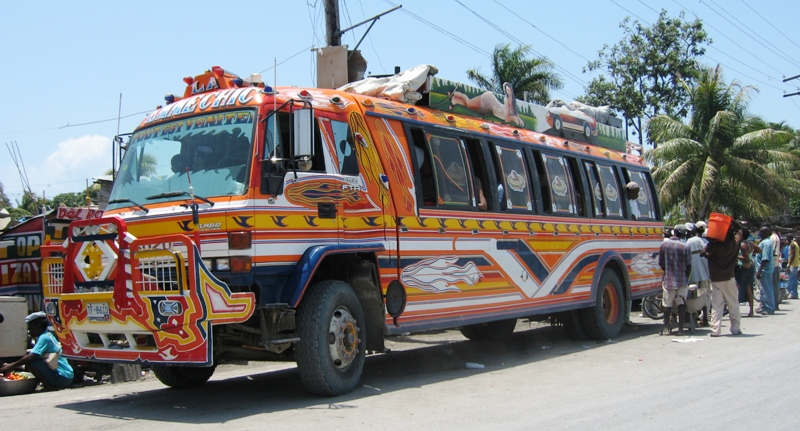
Un bus tap tap utilizado para viajes largos.

Tap tap son autobuses o pickups pintados vistosamente, que sirven como taxi colectivo en Haití. También son denominados camionette.
Literalmente traducidos como «rápido rápido», estos vehículos para alquiler ornamentados son de propiedad privada. Siguen rutas fijas y no parten hasta que estén completos de pasajeros, quienes pueden bajar en cualquier punto del viaje.

## Decoración

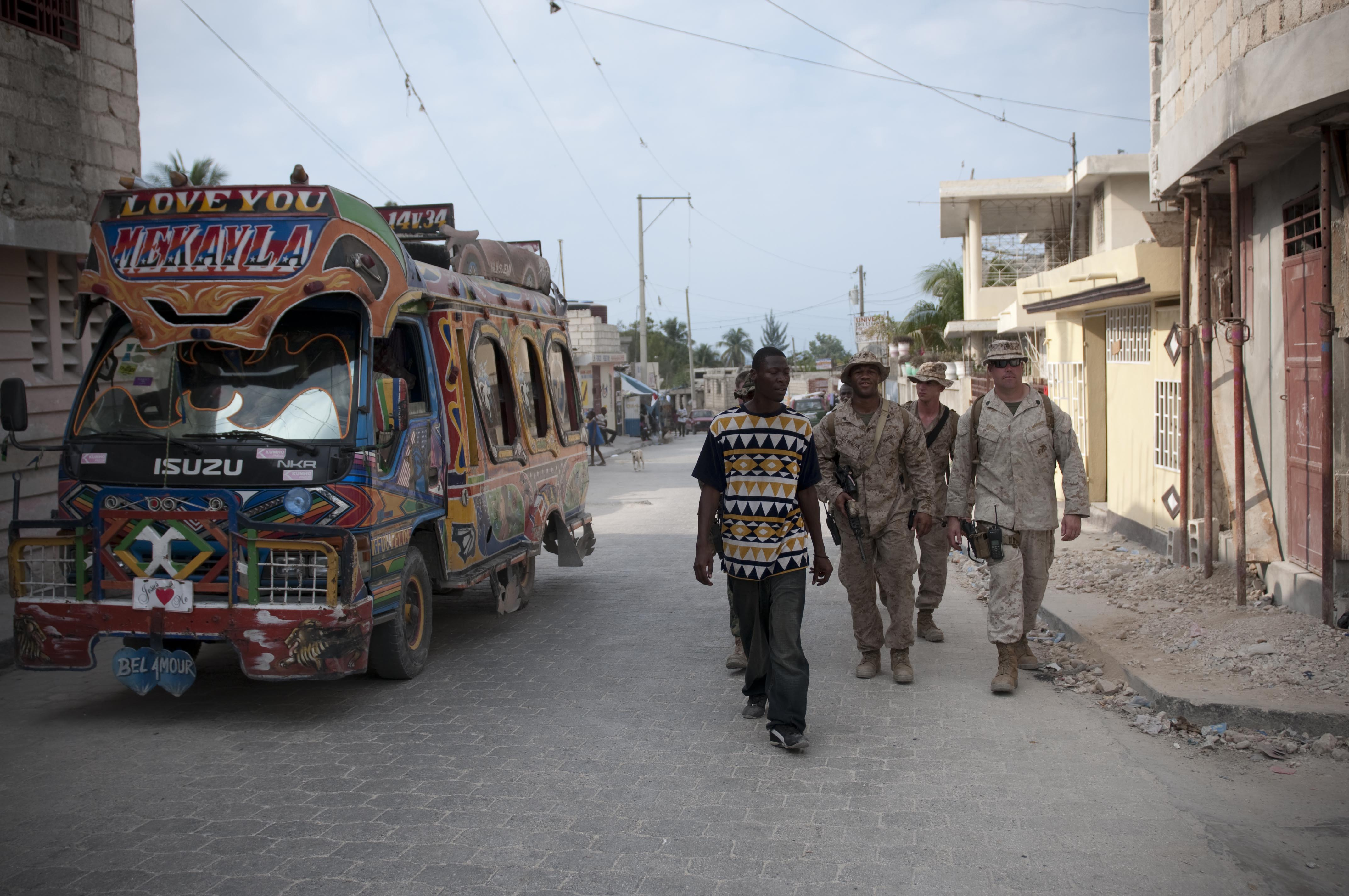
Tap tap en Carrefour, Haití.

A menudo pintados con nombres religiosos o lemas, los tap tap son conocidos por su suntuosa decoración, y cuentan con muchos colores vivos, retratos de gente famosa, y ventanas de madera cortada a mano.

## Advertencias de viaje

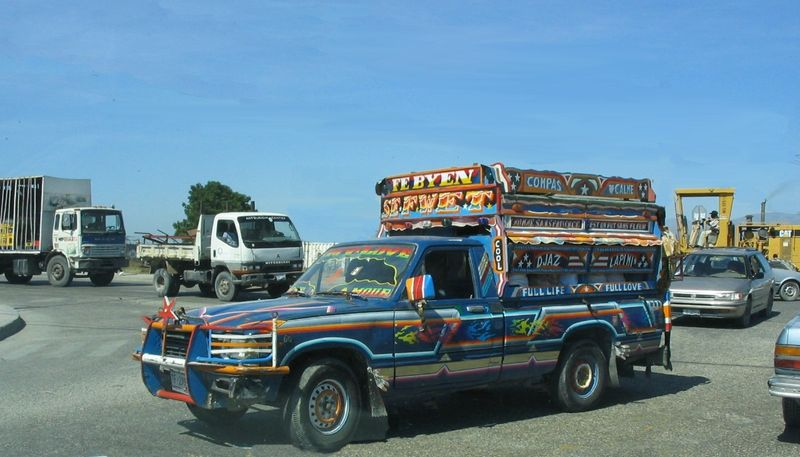
Vehículo tap tap en Puerto Príncipe.

Muchos países desarrollados advierten a sus ciudadanos a no tomar tap tap cuando visitan Haití.
- Canadá: Aunque recomiendan no utilizar ningún tipo de transporte público en Haití, el Foreign Affairs and International Trade Canada hace advertencia especial de no tomar tap tap.[6]
- Estados Unidos: El Departamento de Estado advierte a los viajeros no utilizar tap taps «porque a menudo están sobrecargados, mecánicamente defectuosos, y conducidos en forma riesgosa».[7]